# Stazione meteorologica di Reggio Calabria Aeroporto

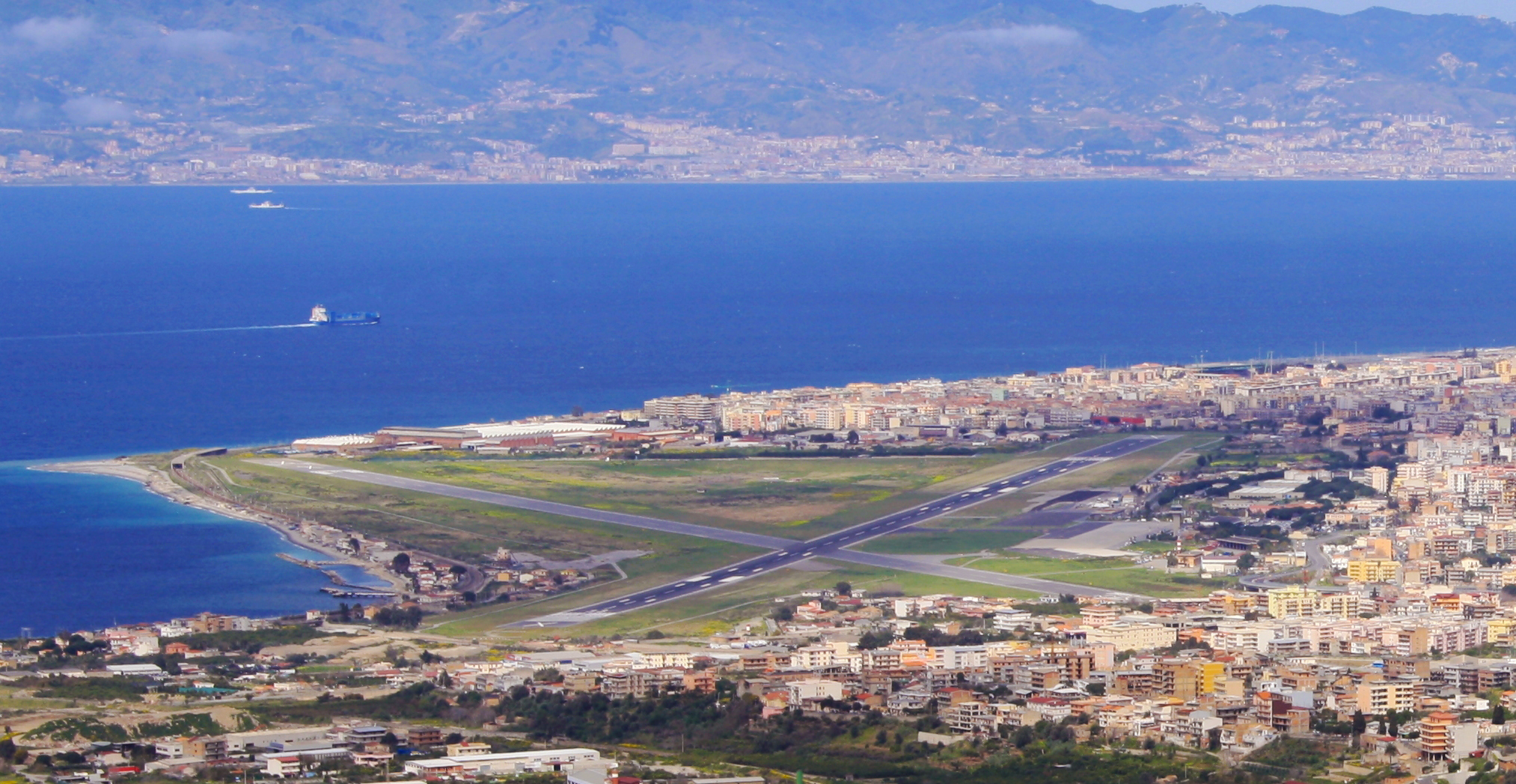
Veduta aerea dell'area di ubicazione della stazione meteorologica

La stazione meteorologica di Reggio Calabria Aeroporto è la stazione meteorologica di riferimento per il Servizio Meteorologico dell'Aeronautica Militare e per l'Organizzazione Mondiale della Meteorologia, relativa alla città di Reggio Calabria.

## Caratteristiche
La stazione meteorologica, gestita dall'ENAV, si trova nell'Italia meridionale, in Calabria, nel comune di Reggio Calabria, presso l'aeroporto di Reggio Calabria, a 21 metri s.l.m. e alle coordinate geografiche 38°04′07.6″N 15°39′17.67″E.

## Dati climatologici 1971-2000
In base alle medie climatiche del trentennio 1971-2000, la temperatura media dei mesi più freddi, gennaio e febbraio, è di +11,8 °C, mentre quella del mese più caldo, agosto, è di +26,7 °C; mediamente si contano zero giorni di gelo all'anno e 57 giorni annui con temperatura massima uguale o superiore ai 30 °C. Nel trentennio esaminato, i valori estremi di temperatura sono i +44,0 °C del luglio 1998 e gli 0,0 °C del febbraio 1973, marzo 1987 e dicembre 1988.
Le precipitazioni medie annue si attestano a 547 mm, mediamente distribuite in 69 giorni, con marcato minimo in estate, picco massimo in inverno e massimo secondario in autunno per gli accumuli totali stagionali.
L'umidità relativa media annua fa registrare il valore di 70,1% con minimo di 65% a luglio e massimi di 74% a novembre e a dicembre; mediamente si contano zero giorni all'anno con episodi nebbiosi.
Di seguito è riportata la tabella con le medie climatiche e i valori massimi e minimi assoluti registrati nel trentennio 1971-2000 e pubblicati nell'Atlante Climatico d'Italia del Servizio Meteorologico dell'Aeronautica Militare relativo al medesimo trentennio.
| Reggio Calabria Aeroporto (1971-2000) | Mesi        | Mesi        | Mesi        | Mesi        | Mesi        | Mesi        | Mesi        | Mesi        | Mesi        | Mesi        | Mesi        | Mesi        | Stagioni | Stagioni | Stagioni | Stagioni | Anno  |
| Reggio Calabria Aeroporto (1971-2000) | Gen         | Feb         | Mar         | Apr         | Mag         | Giu         | Lug         | Ago         | Set         | Ott         | Nov         | Dic         | Inv      | Pri      | Est      | Aut      | Anno  |
| ------------------------------------- | ----------- | ----------- | ----------- | ----------- | ----------- | ----------- | ----------- | ----------- | ----------- | ----------- | ----------- | ----------- | -------- | -------- | -------- | -------- | ----- |
| T. max. media (°C)                    | 15,3        | 15,6        | 17,1        | 19,3        | 23,8        | 27,9        | 31,1        | 31,3        | 28,2        | 23,9        | 19,7        | 16,6        | 15,8     | 20,1     | 30,1     | 23,9     | 22,5  |
| T. min. media (°C)                    | 8,2         | 7,9         | 9,0         | 10,9        | 14,7        | 18,6        | 21,6        | 22,1        | 19,3        | 15,7        | 12,1        | 9,6         | 8,6      | 11,5     | 20,8     | 15,7     | 14,1  |
| T. max. assoluta (°C)                 | 24,6 (1995) | 25,2 (1979) | 27,0 (1981) | 30,4 (1985) | 35,2 (1994) | 42,0 (1982) | 44,0 (1998) | 42,4 (1994) | 37,6 (1988) | 36,0 (1999) | 29,9 (1992) | 26,0 (1989) | 26,0     | 35,2     | 44,0     | 37,6     | 44,0  |
| T. min. assoluta (°C)                 | 0,8 (1999)  | 0,0 (1973)  | 0,0 (1973)  | 4,6 (1976)  | 7,8 (1973)  | 10,8 (1975) | 14,6 (1971) | 14,4 (1975) | 11,2 (1977) | 6,6 (1971)  | 4,4 (1995)  | 0,0 (1988)  | 0,0      | 0,0      | 10,8     | 4,4      | 0,0   |
| Giorni di calura (Tmax ≥ 30 °C)       | 0           | 0           | 0           | 0           | 1           | 7           | 21          | 22          | 6           | 0           | 0           | 0           | 0        | 1        | 50       | 6        | 57    |
| Giorni di gelo (Tmin ≤ 0 °C)          | 0           | 0           | 0           | 0           | 0           | 0           | 0           | 0           | 0           | 0           | 0           | 0           | 0        | 0        | 0        | 0        | 0     |
| Precipitazioni (mm)                   | 69,6        | 61,5        | 50,7        | 40,4        | 19,8        | 10,9        | 7,0         | 11,9        | 47,5        | 72,5        | 81,7        | 73,3        | 204,4    | 110,9    | 29,8     | 201,7    | 546,8 |
| Giorni di pioggia                     | 9           | 9           | 8           | 7           | 3           | 2           | 1           | 2           | 4           | 7           | 9           | 8           | 26       | 18       | 5        | 20       | 69    |
| Giorni di nebbia                      | 0           | 0           | 0           | 0           | 0           | 0           | 0           | 0           | 0           | 0           | 0           | 0           | 0        | 0        | 0        | 0        | 0     |
| Umidità relativa media (%)            | 73          | 71          | 70          | 69          | 67          | 67          | 65          | 67          | 71          | 73          | 74          | 74          | 72,7     | 68,7     | 66,3     | 72,7     | 70,1  |

## Dati climatologici 1961-1990
In base alla media trentennale di riferimento (1961-1990) per l'Organizzazione Mondiale della Meteorologia, la temperatura media del mese più freddo, gennaio, si attesta a +11,5 °C; quella dei mesi più caldi, luglio e agosto, è di +26,3 °C. Da segnalare, infine, la temperatura media annua superiore ai 18 °C, che si attesta su valori prossimi ai massimi assoluti dell'intero territorio nazionale italiano. Nel trentennio esaminato, la temperatura minima assoluta ha toccato 0,0 °C nel febbraio 1973, nel marzo 1973 e nel dicembre 1988, mentre la massima assoluta ha raggiunto i +42,0 °C nel giugno 1982.
La nuvolosità media annua si attesta a 3,1 okta giornalieri, con minimo di 0,9 okta giornalieri a luglio e massimi di 4,5 okta giornalieri a gennaio e a febbraio.
Le precipitazioni medie annue si aggirano sui 500 mm, mediamente distribuite in 69 giorni di pioggia, con minimo in primavera-estate e picco in autunno-inverno. Relativamente alle precipitazioni, va segnalato che, con i 500 mm di media annua, la stazione meteorologica di Reggio Calabria fa segnare il secondo valore minimo assoluto dell'intero versante tirrenico peninsulare, essendo di poco superiore soltanto ai 419 mm della stazione meteorologica di Monte Argentario.
L'eliofania assoluta media annua si attesta a 6,8 ore giornaliere, con massimo di 10,6 ore giornaliere a luglio e minimi di 3,7 ore giornaliere a dicembre e a gennaio.
| Reggio Calabria Aeroporto (1961-1990) | Mesi        | Mesi        | Mesi        | Mesi        | Mesi        | Mesi        | Mesi        | Mesi        | Mesi        | Mesi        | Mesi        | Mesi        | Stagioni | Stagioni | Stagioni | Stagioni | Anno  |
| Reggio Calabria Aeroporto (1961-1990) | Gen         | Feb         | Mar         | Apr         | Mag         | Giu         | Lug         | Ago         | Set         | Ott         | Nov         | Dic         | Inv      | Pri      | Est      | Aut      | Anno  |
| ------------------------------------- | ----------- | ----------- | ----------- | ----------- | ----------- | ----------- | ----------- | ----------- | ----------- | ----------- | ----------- | ----------- | -------- | -------- | -------- | -------- | ----- |
| T. max. media (°C)                    | 14,9        | 15,1        | 16,7        | 19,2        | 23,4        | 27,5        | 30,8        | 30,6        | 28,0        | 23,5        | 19,6        | 16,4        | 15,5     | 19,8     | 29,6     | 23,7     | 22,1  |
| T. min. media (°C)                    | 8,1         | 8,1         | 9,1         | 11,0        | 14,8        | 18,2        | 21,7        | 22,0        | 19,1        | 15,9        | 12,1        | 9,7         | 8,6      | 11,6     | 20,6     | 15,7     | 14,2  |
| T. max. assoluta (°C)                 | 24,2 (1987) | 25,8 (1966) | 27,0 (1981) | 30,4 (1985) | 33,4 (1984) | 42,0 (1982) | 40,6 (1987) | 39,4 (1971) | 37,6 (1988) | 30,4 (1973) | 27,0 (1964) | 26,0 (1989) | 26,0     | 33,4     | 42,0     | 37,6     | 42,0  |
| T. min. assoluta (°C)                 | 0,4 (1962)  | 0,0 (1973)  | 0,0 (1973)  | 4,6 (1976)  | 5,8 (1960)  | 10,8 (1975) | 14,6 (1970) | 14,4 (1975) | 11,2 (1977) | 6,6 (1971)  | 4,6 (1975)  | 0,0 (1988)  | 0,0      | 0,0      | 10,8     | 4,6      | 0,0   |
| Nuvolosità (okta al giorno)           | 4,5         | 4,5         | 4,2         | 3,7         | 2,9         | 1,8         | 0,9         | 1,3         | 2,3         | 3,2         | 3,8         | 4,4         | 4,5      | 3,6      | 1,3      | 3,1      | 3,1   |
| Precipitazioni (mm)                   | 75,5        | 59,0        | 47,5        | 33,5        | 18,0        | 12,5        | 6,5         | 10,0        | 34,0        | 63,0        | 69,0        | 71,5        | 206,0    | 99,0     | 29,0     | 166,0    | 500,0 |
| Giorni di pioggia                     | 10          | 9           | 8           | 6           | 3           | 2           | 1           | 2           | 4           | 7           | 8           | 9           | 28       | 17       | 5        | 19       | 69    |
| Eliofania assoluta (ore al giorno)    | 3,7         | 4,5         | 5,4         | 6,6         | 8,2         | 9,7         | 10,6        | 9,7         | 7,9         | 6,2         | 4,9         | 3,7         | 4,0      | 6,7      | 10,0     | 6,3      | 6,8   |

## Temperature estreme mensili dal 1951 ad oggi
Nella tabella sottostante sono riportati i valori delle temperature estreme mensili dal 1951 ad oggi, con il relativo anno in cui sono state registrate. Nel periodo esaminato, la temperatura minima assoluta ha toccato -0,6 °C nel gennaio 1959, mentre la massima assoluta ha raggiunto i +44,0 °C nel luglio 1998.
| Reggio Calabria Aeroporto (1951-2023) | Mesi        | Mesi        | Mesi             | Mesi        | Mesi             | Mesi        | Mesi              | Mesi        | Mesi        | Mesi        | Mesi        | Mesi             | Stagioni | Stagioni | Stagioni | Stagioni | Anno |
| Reggio Calabria Aeroporto (1951-2023) | Gen         | Feb         | Mar              | Apr         | Mag              | Giu         | Lug               | Ago         | Set         | Ott         | Nov         | Dic              | Inv      | Pri      | Est      | Aut      | Anno |
| ------------------------------------- | ----------- | ----------- | ---------------- | ----------- | ---------------- | ----------- | ----------------- | ----------- | ----------- | ----------- | ----------- | ---------------- | -------- | -------- | -------- | -------- | ---- |
| T. max. assoluta (°C)                 | 24,6 (1995) | 25,8 (1966) | 29,4 (1952)      | 30,4 (1985) | 35,2 (1994)      | 42,0 (1982) | 44,0 (1998)       | 43,0 (2021) | 38,1 (2008) | 36,0 (1999) | 29,9 (1992) | 26,0 (1989)      | 26,0     | 35,2     | 44,0     | 38,1     | 44,0 |
| T. min. assoluta (°C)                 | −0,6 (1959) | 0,0 (1973)  | 0,0 (1973, 1987) | 3,2 (1956)  | 5,8 (1960, 1970) | 10,8 (1975) | 14,6 (1970, 1971) | 14,4 (1975) | 11,2 (1977) | 6,6 (1971)  | 4,4 (1995)  | 0,0 (1988, 2014) | −0,6     | 0,0      | 10,8     | 4,4      | −0,6 |